# ليندسي باريت
ليندسي باريت (بالإنجليزية: Lindsay Barrett)‏ (15 سبتمبر 1941، لوسيا، جامايكا في جامايكا)؛ شاعر، صحفي، مصور وروائي نيجيري.